# 国民決意の標語
国民決意の標語（こくみんけついのひょうご、旧字体：國民決意ノ標語）は、1942年に大政翼賛会・読売新聞社・東京日日新聞社・朝日新聞社が「大東亜戦争一周年記念」企画として実施した、標語（スローガン）の募集企画である。

## 概要
企画は大政翼賛会・読売新聞社・東京日日新聞社・朝日新聞社が主催し、情報局が後援した。1942年11月15日付の主催各紙に標語募集の広告が掲載された。朝日新聞掲載の広告では、募集の目的を「米英徹底撃滅を目ざして士気昂揚の一大国民運動が全国的に展開されるのを機会に、全国民の新たなる決意を強く愬（うった）えるため」とし、標語は「戦争完遂の挙国的決意を力強く表現し、戦場精神昂揚と生産増強と戦争生活の実践躬行を促すべき」ものとされた。
広告によると、入選10点・佳作20点を選出し、それぞれ賞状のほかに副賞として入選には100円、佳作には20円の公債が贈呈された。同広告では締切を「11月19日午後12時到着分」としており、応募期間は実質5日間であった。
11月27日に各新聞紙上で入選作10点・佳作20点が発表された。発表の記載によれば応募総数は「32万余」であった。
入選作は以下のとおりである（括弧内は発表された応募者の属性）。
| - さあ二年目も勝ち抜くぞ（秋田県・男性） - たつた今! 笑つて散つた友もある（福井県・男性） - ここも戦場だ（東京市・女性） - 頑張れ! 敵も必死だ（福島県・女性） - すべてを戦争へ（徳島県・男性） | - その手緩めば戦力にぶる（大阪市・女性） - 今日も決戦明日も決戦（大分市・男性） - 理屈言ふ間に一仕事（新宮市・男性） - 「足らぬ足らぬ」は工夫が足らぬ（東京市・男性） - 欲しがりません勝つまでは（東京市・女性） |  |

このうち、「欲しがりません勝つまでは」は麻布区の国民学校5年に在学する女子児童の作とされ、児童のインタビューが読売報知新聞に掲載された。また、海沼実作曲・山上武夫作詞の同名の歌も制作された。作者については、1977年に児童文学作家の山中恒が本人に取材した結果、実際に標語を作ったのは彼女の父親（天理教の布教師だった）で、娘の名前を使って応募していたことが判明した。山中によると、彼女は父親から標語の作者として振る舞うよう言われ、「かなりしんどい思い」をしていたという。また、この標語が花森安治の作であるという俗説も一時は流布していた。